# RIP (émission de télévision)
RIP (Recherches, investigations, paranormal) est une émission de télévision documentaire française constituée d’une équipe de recherche sur le paranormal. Aux États-Unis, plusieurs émissions sur le même concept sont diffusées : comme Les Traqueurs de fantômes (Ghost Hunters) sur SyFy depuis 2004, ou Ghost Adventures diffusé depuis 2008 sur Travel Channel.

## Historique
L'équipe de RIP est créée en 2004.
En avril 2007, la première enquête est médiatisée par la Télévision suisse romande, qui réalise un reportage de six minutes pour le magazine Nouvo. En juillet 2007, l'équipe effectue un reportage au château de Veauce, médiatisé par APTN pour la chaîne Horizon, diffusée en Allemagne. À la fin de cette enquête, ils commencent à créer un pilote vidéo de 26 minutes en partenariat avec la société Lune noire (réalisation et montage). En octobre 2007, l'équipe est invitée par Sébastien Cauet à la station Fun Radio pour une spéciale Halloween. Les premiers contacts avec la chaîne Planète+ No Limit ont lieu en novembre 2007.
En 2008, les frères Augusto coproduisent avec la société de production Little Big Prod une enquête au château de Veauce, en compagnie de Sofia Essaidi. L'épisode rencontre un franc succès avec plus de 400 000 téléspectateurs. Malgré ces résultats, Anthony et Nicolas Augusto ne renouvelleront pas l’expérience avec les prochains épisodes qui leur sont proposés pour des questions de divergences éditoriales.
C'est en 2010 qu'ils signeront officiellement avec Planète+ A&E. Le premier épisode de la saison 1 sera diffusé sur Planète+ No Limit le 5 janvier 2011. À la suite du succès d'audience, le programme est reconduit avec une saison 2 diffusée le 7 mars 2012, une saison 3 diffusée le 6 mars 2013 et une saison 4 diffusée le 9 avril 2014, pour un total de 32 épisodes,,. Une saison 5 est en projet avec un nouveau concept.
Les saisons 1 et 2 ont aussi été diffusées sur D17 en avril 2013,.

## L'équipe
En 2015, l'équipe est constituée de six personnes,
- Anthony et Nicolas Augusto, créateurs de l'émission
- Mariana Périllon
- Denis Daubelcour
- Terry Jean
- Davy Fagard

En dehors de l'émission RIP, Anthony Augusto et Denis Daubelcour apparaissent dans les épisodes de la nouvelle émission de Planète+ A&E : Dossier Paranormal. Nicolas Augusto apparait dans l'émission + ou − geek.

## Synopsis d'un épisode
L'équipe parcourt l'Europe, mais plus spécialement la France, afin d'enquêter sur les légendes des lieux-dits hantés. Le but premier est de démystifier les approches irrationnelles ainsi que les légendes erronées afin de pouvoir mettre en évidence les réels cas de hantise. L'émission aborde le sujet des fantômes à travers témoignages, légende, histoire et patrimoine du lieu. L'investigation suit des protocoles et une méthode d'enquête rigoureuse au moyen de matériel technique précis. Elle s'effectue durant deux jours et deux nuits consécutives.
Nicolas et Antony présentent généralement le lieu d'investigation et prennent contact avec les propriétaires ou les responsables du site. Entre les deux enquêtes nocturnes, Mariana se rend sur des points clés pour la phase de recherche de l'enquête comme le cadastres, les archives, puis interroge les propriétaires des lieux, ceux qui y vivent ou y travaillent, les personnes du voisinage, des historiens locaux, des médiums, afin de connaitre l'histoire de l'endroit et les légendes qui y seraient associées, ainsi que leurs impressions personnelles sur l'éventuelle hantise de celui-ci.
L'émission est entrecoupée par des interventions ponctuelles de membres de l'équipe donnant leur impressions sur des évènements précis.
À la fin de l'enquête, chacun des membres de l'équipe expriment leurs sentiments généraux sur la hantise ou non du lieu, Anthony mettant plus l'accent sur une approche scientifique et technique. Le dernier intervenant est toujours Nicolas à qui il revient de faire une synthèse globale.

## Les émissions

### Saison 1
| Ép# | Date                   | Titre                                       | Localisation                |
| 1   | janvier - février 2011 | Le château de Martinvast                    | Martinvast (Manche, France) |
| 2   | janvier - février 2011 | L'hôtel (ancien Sanatorium) du Val Sinestra | Sent (Grisons, Suisse)      |
| 3   | janvier - février 2011 | Le château de Raray                         | Raray (Oise, France)        |
| 4   | janvier - février 2011 | L'abbaye de Lucedio                         | Lucedio (Piémont, Italie)   |

### Saison 2
| Ép# | Date            | Titre                     | Localisation                                     |
| 1   | mars - mai 2012 | La forteresse de Bonaguil | Saint-Front-sur-Lémance (Lot-et-Garonne, France) |
| 2   | mars - mai 2012 | L'abbaye de Mortemer      | Lisors (Eure, France)                            |
| 3   | mars - mai 2012 | Le château de Predjama    | Postojna (Slovénie)                              |
| 4   | mars - mai 2012 | Le manoir du Tertre       | Paimpont (Ille-et-Vilaine, France)               |
| 5   | mars - mai 2012 | Le donjon de Loches       | Loches (Indre-et-Loire, France)                  |
| 6   | mars - mai 2012 | Le manoir du Chastenay    | Arcy-sur-Cure (Yonne, France)                    |
| 7   | mars - mai 2012 | Le château Gaillard       | Les Andelys (Eure, France)                       |
| 8   | mars - mai 2012 | Le château de Fougeret    | Queaux (Vienne, France)                          |

### Saison 3
| Ép# | Date                         | Titre                                                    | Localisation                         |
| 1   | avril - mai 2013             | L’hôtel du Louvre                                        | Valognes (Manche, France)            |
| 2   | avril - mai 2013             | Le château de Houska                                     | Blatce (République tchèque)          |
| 3   | avril - mai 2013             | La crêperie Bretonne                                     | Étel (Morbihan, France)              |
| 4   | avril - mai 2013             | La villa di Corliano                                     | San Giuliano Terme (Toscane, Italie) |
| 5   | avril - mai 2013             | Le pavillon du Mans                                      | Le Mans (Sarthe, France)             |
| 6   | avril - mai 2013             | Le château de Blandy-les-Tours                           | Blandy (Seine-et-Marne, France)      |
| 7   | avril - mai 2013 Non diffusé | Le manoir de Brénéguy Voir « la maison rose » (saison 4) | Locmariaquer (Morbihan, France)      |
| 8   | avril - mai 2013             | Le château de Malaspina                                  | Massa (Toscane, Italie)              |

### Saison 4
| Ép# | Date         | Titre                                                    | Localisation                                |
| 1   | 5 mars 2014  | The Wellington Hotel                                     | Boscastle (Cornouailles, Royaume-Uni)       |
| 2   | 5 mars 2014  | La prison de Bodmin (en)                                 | Bodmin (Cornouailles, Royaume-Uni)          |
| 3   | 12 mars 2014 | Le château de Pengersick                                 | Germoe (Cornouailles, Royaume-Uni)          |
| 4   | 12 mars 2014 | Les caves de Hellfire (en)                               | West Wycombe (Buckinghamshire, Royaume-Uni) |
| 5   | 19 mars 2014 | Le phare de Calais                                       | Calais (Pas-de-Calais, France)              |
| 6   | 19 mars 2014 | L'ancien cinéma de Poligny                               | Poligny (Jura, France)                      |
| 7   | 26 mars 2014 | Le château de Puymartin                                  | Marquay (Dordogne, France)                  |
| 8   | 26 mars 2014 | Le château de Veauce                                     | Veauce (Allier, France)                     |
| 9   | 2 avril 2014 | Le château de Lanquais                                   | Lanquais (Dordogne, France)                 |
| 10  | 2 avril 2014 | La maison rose Voir « Le manoir de Brénéguy » (saison 3) | Locmariaquer (Morbihan, France)             |
| 11  | 9 avril 2014 | L'ancien pensionnat                                      | Localisation du lieu-non autorisée          |
| 12  | 9 avril 2014 | Le château de Bran                                       | Brașov (Transylvanie, Roumanie)             |